# Artystone minima
Artystone minima is een pissebed uit de familie Cymothoidae. De wetenschappelijke naam van de soort is voor het eerst geldig gepubliceerd in 1988 door Thatcher & Carvalho.